# Orłow (obwód kirowski)
Orłow (ros. Орлов) – miasto w Rosji, centrum administracyjne rejonu orłowskiego w obwodzie kirowskim. W latach 1923–1992 nosiło nazwę Chałturin na cześć Stiepana Chałturina, rosyjskiego rewolucjonisty-zamachowca, który urodził się we wsi Chalewinskaja 3 km od Orłowa.
Miasto zamieszkuje 6,9 tys. mieszkańców. Jest ono położone na prawym brzegu Wiatki, w odległości 77 km na zachód od Kirowa.